# Памятник Т-34 (Чехов)
Памятник Т-34 — монумент в городе Чехов Московской области, установленный в честь 26-й танковой бригады под командованием полковника М. И. Левского и 112-й танковой дивизии под командованием полковника А. Л. Гетмана.

## История
Накануне 30-летия Дня Победы общественность Чехова и Чеховского района обратилась к администрации города и района с предложением установить в городе памятник в честь воинов-танкистов, оборонявших в годы Великой Отечественной войны Стремиловский рубеж обороны Москвы (возле села Стремилово). Решением этого вопроса занималась председатель горисполкома Надежда Петровна Бабашкина. В 1976 году на железнодорожную станцию Чехов из Курска был доставлен танк Т-34-85 образца 1944 года. При разгрузке танка присутствовал секретарь городского комитета КПСС А. С. Коротков. Танк находился в автопарке войсковой части № 14152, располагавшейся в районе посёлка Ровки.
Весной 1979 года с машины сняли двигатель, погрузили на трейлер и привезли на Советскую площадь города Чехова. С помощью подъёмных кранов Т-34-85 поставили на постамент и накрыли брезентом, пока на площади шли строительные работы. Участие в транспортировке и установке боевой машины принимал участие Михаил Алексеевич Шляпкин — заместитель командира полка по технической части.
9 мая 1980 года, в день 35-летия Победы, на Советской площади в сквере Мемориал памяти Чехова был торжественно открыт монумент «Танк Т-34» в честь отважных бойцов Красной Армии. Памятник танку Т-34-85 установлен на площадке, выложенной тротуарной плиткой, на массивном постаменте из железобетона, облицованного черными гранитными плитами. За прошедшее время постамент несколько раз реконструировался. В настоящее время на лицевой части постамента и у его подножия размещены памятные доски с надписью:

«Здесь, вместе с 17-й стрелковой дивизией в ноябре 1941 года сражалась, не пропустив врага к Лопасне, 26-я танковая бригада. Отсюда, через Лопасню, проследовала на защиту Серпухова 112-я танковая дивизия. Танк фронтовой. Установлен в 1980 году».

Возле монумента жители Чехова проводят торжественные мероприятия, связанные с Великой Отечественной войной. Памятник является одной из самых известных достопримечательностей в Чехове.